# Levín
Levín là một chợ huyện thuộc huyện Litoměřice, vùng Ústecký, Cộng hòa Séc.